# Jan Ykema
Jan Jelle Ykema (* 18. April 1963 in Harlingen, Friesland) ist ein ehemaliger niederländischer Eisschnellläufer.
Ykema gab sein internationales Debüt bei der Eisschnelllauf-Sprintweltmeisterschaft 1981. Dort belegte er im Mehrkampf den 20. Platz. 1984 nahm er an seinen ersten Olympischen Winterspielen in Sarajevo teil. Dort erreichte er die Ränge 14 und 20 über 500 bzw. 1000 Meter. Seine erfolgreichste Saison was 1987/88. Bei der Sprint-WM in West Allis belegte er mit Platz sechs seine beste WM-Platzierung seiner Karriere. Bei den Olympischen Winterspielen in Calgary konnte er über 500 Meter die Silbermedaille gewinnen. Außerdem gelangen ihm in dieser Saison drei Weltcupsiege, zwei über 500 Meter und einer über 1000 Meter. Des Weiteren gewann Ykema im Laufe seiner Karriere drei nationale Meistertitel im Sprint – 1982, 1987 und 1988.
Nach dem Karriereende arbeitete Ykema für etwa 15 Jahre als Immobilienmakler. 2008 kehrte er als Co-Trainer für ein kleines niederländisches Profiteam zum Eisschnelllauf zurück.

## Persönliche Bestzeiten
| Strecke  | Zeit         | Datum             | Ort        |
| -------- | ------------ | ----------------- | ---------- |
| 500 m    | 36,76 s      | 13. Februar 1988  | Calgary    |
| 1000 m   | 1:14,24 min  | 4. Dezember 1987  | Calgary    |
| 1500 m   | 1:59,11 min  | 20. März 1988     | Heerenveen |
| 3000 m   | 4:40,92 min  | 10. Dezember 1979 | Utrecht    |
| 5000 m   | 8:23,10 min  | 18. November 1979 | Groningen  |
| 10.000 m | 16:27,30 min | 26. Februar 1982  | Inzell     |